# Квінт Вераній
Квінт Вераній (12 — 58) — політичний та військовий діяч ранньої Римської імперії, консул 49 року.

## Життєпис
Походив з роду вершників Вераніїв. Про батьків немає відомостей. 
За часів імператора Тіберія став монетарієм, військовим трибуном IV Скифського легіона та квестором. Товаришував з Германіком. У 18 році став намісником Капподокії.
У 41 році його було обрано народним трибуном. у 42 році його призначено претором. У 47—48 роках був імператорським легатом у провінції Лікія та Памфілія. Під час каденції наказав відремонтувати старі дороги та провести нові, значно покращивши транспортну систему.
У 48 році був намісником провінції Кілікія. На цій посаді придушив повстання, за що отримав тріумф. Цього ж року став членом колегії авгурів. Тоді ж став патрицієм. Це звання Веранію надав імператор Клавдій. У 49 році його обрано консулом разом з Гаєм Помпеєм Лонгом Галлом.
У 57 році Квінта Веранія було призначено намісником провінції Британія. На цій посаді він почав війну з підкорення племені сілурів (у сучасному Уельсі). Цю війну він з успіхом продовжував до 58 року, коли раптово помер від хвороби.
Веранію була присвячена наукова праця «Стратегікон», написана його підлеглим греком Онасандером. Тут йдеться про методи та засоби ведення бою, роль та поведінка військового очільника під час битви.